# Tyszowiaki
Tyszowiaki – buty o wysokich cholewach produkowane przez szewców skupionych w cechach w mieście Tyszowce w województwie lubelskim. Ich charakterystyczną cechą jest fakt, że oba buty w parze pasują jednakowo na lewą i prawą nogę.

## Konstrukcja i sposób noszenia
Wierzchnia część buta była wykonana z trzech części – napiętka (luby), przyszwy oraz cholewy. Garbowana skóra cielęcia była używana do wyrobu cholewy, z byka zaś – na przyszwy. Skóra musiała uprzednio zostać pozbawiona włosia przez ponad dwutygodniowe namaczanie w soli i wapnie oraz golenie kosą. Garbowanie przy pomocy kory dębowej nadawało obuwiu czerwony odcień. But szyto najpierw na lewej stronie, odwracano go i wykańczano po zszyciu skóry. Miast skórzanego obcasa do buta przybijano grubą metalową podkówkę. Buty były obszerne, aby można było w nie włożyć nogę owiniętą onucą, a w czasie silnych mrozów także słomą (tzw. skręty, skrętle). Cholewy sięgały zwykle ponad kolana. Posmarowanie tyszowiaków dziegciem miało gwarantować ich odporność na wodę. Tyszowiaki były tak profilowane, by pasowały na obie nogi w jednakowym stopniu.

## Historia
Według lokalnej legendy król Władysław Jagiełło, szykując się do walk z Krzyżakami, miał zamówić dziesięć tysięcy par tyszowiaków. Tyszowce niemal od początków istnienia były miastem szewskim. Cechy szewskie otrzymały przywileje od władców Polski: Władysława Jagiełły, Zygmunta Augusta (w roku 1563, na sejmie walnym w Piotrkowie), potwierdzane przez Władysława IV Wazę i Augusta III Sasa. Do wyrobu tyszowiaków byli dopuszczeni wyłącznie chrześcijanie. Rzemieślnicy zostali zmuszeni do zaprzestania produkcji butów w okresie PRL.